# Эбнат
Эбнат (нем. Ebnath) — община в Германии, в земле Бавария. 
Подчиняется административному округу Верхний Пфальц. Входит в состав района Тиршенройт. Подчиняется управлению Нойзорг.  Население составляет 1327 человек (на 31 декабря 2010 года). Занимает площадь 11,03 км².
Коммуна подразделяется на 7 сельских округов.